# 拉尔斯·胡诺夫
拉尔斯·胡诺夫（德語：Lars Hornuf，1982年5月4日—）是一名德国经济学家，生于德累斯顿。他现任不莱梅大学企业管理学教授 、马克思-普朗克创新与竞争研究所的资深研究员、CESifo经济研究网的成员。

## 生平
2001年至2003年，胡诺夫在弗赖堡大学和巴塞尔大学攻读政治，历史和企业管理学；2005年，获埃塞克斯大学政治经济学的硕士学历；2006年至2008年，任ifo经济研究所的初级研究员和博士生；2010年，任加利福尼亚大学的访问学者；2011年，获慕尼黑大学经济学博士学位；2014年至2017年，在获得教授资格之前任特里尔大学法律经济分析学副教授；2017年，任不莱梅大学企业管理学金融服务和金融技术正教授。
胡诺夫教授的研究重心包括金融创新和金融科技，法律经济分析和经济和行为经济。胡诺夫教授的研究特征包括采用量化和实验经济研究方式来解答监管法规问题 。 
胡诺夫曾作为访问学者和访问教授分别在斯坦福大学（2012年）、法兰克福大学金融中心（House of Finance）（2012-2013年）、里尔大学（2014年）、杜克大学社会科学研究所（2014年）、慕尼黑大学经济学中心（2016年）和乔治城大学（2016-2017年）做过研究工作。自2017年来胡诺夫教授任雷根斯堡大学金融中心的研究员。在研究工作之外，胡诺夫教授获得业务调解员，证券交易所交易员（Xetra）以及洐生品交易员（Eurex）的职业资格证。

## 发表文章（部分）
- FinTech und Datenschutz: Eine empirische Untersuchung mit Empfehlungen für Politik und Praxis, 德国的金融技术和数据隐私: 一个量化研究以及相关政策建议 (和Gregor Dorfleitner 教授共发), Springer Gabler, Heidelberg 2019, ISBN 978-3-658-26499-4. (德文)
- The Emergence of the Global Fintech Market: Economic and Technological Determinants, 全球金融科技市场的出现:  经济和科技的决定因素 (和Christian Haddad 教授共发), Small Business Economics, 53(1): S. 81–105. (英文)
- The Economics of Crowdfunding: Startups, Portals, and Investor Behavior, 众筹的经济: 新兴公司，网站，和投资者行为 (和Douglas Cumming共发),  Palgrave Macmillan, London 2018, ISBN 978-3-319-66119-3. (英文)
- Market Standards in Financial Contracting: The Euro’s Effect on Debt Securities, 金融合同的市场标准: 欧元对于债务证券 (和Andreas Engert共发),Journal of International Money and Finance, 85: S. 145–162. (英文)
- The German FinTech Market, 德国金融技术市场( 和 Gregor Dorfleitner共发)，Springer, Cham 2017, ISBN 978-3-319-54666-7.(英文)
- Market Mechanisms and Funding Dynamics in Equity Crowdfunding,股权众筹的市场机制和融资动态 (和 Armin Schwienbacher共发),Journal of Corporate Finance, 50: S. 556–574. (英文)
- Cut from the Same Cloth: Similarly Dishonest Individuals Across Countries,一路货色: 不同国家不诚实的个人 (和 Heather Mann, Ximena Garcia-Rada, Juan Tafurt and Dan Ariely 共发), Journal of Cross-Cultural Psychology, 47 (6): 858-874. Journal of Cross-Cultural Psychology, 47(6): S. 858–874. (英文)

## 媒体报道 (部分)
- Christoph Gurk: Mobile Payment: Sex, Drugs und Daten. In: Sueddeutsche Zeitung.  （页面存档备份，存于） (德文)
- Economics and ethics: Lying commies. In: The Economist.  （页面存档备份，存于） (英文)
- Alicia P.Q. Wittmeyer: Those Tricky Germans. In: Foreign Policy.  （页面存档备份，存于） (英文)

## 网址链接
- 拉尔斯·胡诺夫的网站 （页面存档备份，存于）
- 拉尔斯·胡诺夫在马克思-普朗克创新与竞争研究所网站上的介绍 （页面存档备份，存于）